# Hitoshi Sogahata
Hitoshi Sogahata (曽ヶ端 準, Hitoshi Sōgahata) est un footballeur japonais né le 2 août 1979 à Kashima, Ibaraki. Il évolue au poste de gardien de but.
International japonais (4 sélections entre 2001 et 2003). Il a participé à la Coupe du monde 2002 avec le Japon.
Le 24 décembre 2020, il annonce qu'il prend sa retraite à l'issue de son contrat après 23 ans de bons et loyaux services

## Palmarès
- Champion du Japon en 2000, 2001, 2007, 2008, 2009 et 2016
- Vainqueur de la Coupe du Japon (Coupe de l'Empereur) en 2000, 2007, 2010 et 2016 (finaliste en 2002)
- Vainqueur de la Coupe de la Ligue japonaise en 2000, 2002, 2011, 2012 et 2015 (finaliste en 2003 et 2006)
- Vainqueur de la Supercoupe du Japon en 2009 et 2010 (finaliste en 2001, 2002, 2008 et 2011)
- Élu meilleur gardien du championnat japonais en 2002